# Williams FW28
Der Williams FW28 war der Formel-1-Rennwagen von Williams F1 für die Formel-1-Weltmeisterschaft 2006 und das erste von einem Ford-Cosworth-Motor angetriebene Williams-Fahrzeug seit 1983. Er markierte eine Zeitenwende für das Team, das von nun an ohne einen namhaften Automobilhersteller im Rücken – BMW hatte mit Ablauf der Saison 2005 die Kooperation zugunsten des eigenen Teams BMW Sauber F1 beendet – mit einfachen Kundenmotoren und eigenen Mitteln für die Entwicklung auskommen musste.

## Technik und Entwicklung
Der FW28 war eine Neuentwicklung mit nur noch vereinzelter Ähnlichkeit zum Vorgängerwagen Williams FW27 und entstand unter der Führung des technischen Direktors Sam Michael um Chefdesigner Jörg Zander und Chefaerodynamiker Loïc Bigois. Der Vertrag mit dem Treibstofflieferanten Petrobras wurde verlängert, während für die Bereifung nun die Produkte des japanischen Unternehmens Bridgestone den französischen Michelin-Reifen der Vorjahre vorgezogen wurden, um im Zuge des sich abzeichnenden Bridgestone-Monopols durch den Ausstieg Michelins ab 2007 einen Entwicklungsvorteil zu verschaffen.
Nach der Trennung von BMW als Motorenlieferanten zum Ende der Saison 2005 musste Williams in Ermangelung eines neuen Werkspartners deutlich kostspieligere Kundenmotoren von Ford-Cosworth kaufen. Das exklusiv von Williams eingesetzte Aggregat CA2006 leistete 755 PS bei etwas über 20.000 Umdrehungen pro Minute als Maximaldrehzahl. Das bereits im Vorjahr eingesetzte 7-Gang-Getriebe aus Eigenentwicklung wurde beibehalten. Da Ende 2005 auch der bisherige Hauptsponsor Hewlett-Packard sich aus der Formel 1 zurückzog, musste das Team 2006 mit deutlich kleinerem Budget auskommen, wodurch die Entwicklung des Wagens über die Saison nur begrenzt möglich war und das Potential des teuren, aber konkurrenzfähigen Cosworth-Motors und der Fahrer nicht ausgeschöpft werden konnte.

## Lackierung und Sponsoring
Zur Saison 2006 verschwand das über die Vorjahre beibehaltene Kerndesign der Williams-Boliden in Weiß mit leichten, blauen Akzenten, dass an die Hauptsponsoren Hewlett-Packard/Compaq und den Motorenpartner BMW angelehnt war. Der neue FW28 war nun in einem dunklen Blau lackiert, während nur noch die Spitze der Lufthutze, die Seite der Fahrzeugnase sowie die vorderen Seitenkästen weiß gehalten waren. Das Team behielt diesen Aufbau die komplette Saison über bei.
Als neuer Hauptsponsor stieg RBS International bei Williams ein, weitere namhafte Partner waren neben diversen Kleinsponsoren die Allianz SE, TATA und FedEx sowie der Treibstofflieferant Petrobras.

## Fahrer und Saisonverlauf
Zur Saison 2006 wurde der Vertrag mit Mark Webber als erstem Fahrer verlängert – er pilotierte den Wagen mit der Nummer 9. Das durch den von BMW zum Werksteam mitgenommenen Nick Heidfeld freigewordene zweite Cockpit erhielt der amtierende Formel-2-Weltmeister Nico Rosberg – er trat unter der Startnummer 10 an – da der bereits verpflichtete Jenson Button den BMW-Weggang bei Williams als großen Nachteil ansah und es vorzog sich aus seinem Vertrag zugunsten seines Ex-Teams British American Racing (ab 2006 Honda Racing F1) freizukaufen. Als dritter Fahrer wurde der erfahrene Alexander Wurz verpflichtet, der diese Rolle in den Vorjahren bereits bei McLaren F1 eingenommen hatte. Testfahrer war der von Jordan Grand Prix kommende Narain Karthikeyan.
Zu Beginn der Saison schien es zunächst, als sei es Williams gelungen, den Kontakt zur Spitze nach dem leichten Abfall in den vorangegangenen Jahren wiederherzustellen. Beide Fahrer punkteten beim Saison-Opener in Bahrain. Beim zweiten Grand Prix in Malaysia gelang es sogar, sich für die zweite Startreihe zu qualifizieren, im Rennen mussten beide Fahrer jedoch nacheinander mit technischen Defekten aufgeben. Ab diesem Zeitpunkt ging es für Williams rasant bergab. Webber punktete noch zweimal im Rest der Saison, während dies Rosberg sogar nur noch einmal gelang. Die Unzuverlässigkeit der Komponenten und fehlende Weiterentwicklung machte oft bessere Ergebnisse und mögliche Podiumsplätze zunichte, während die recht überschaubaren Zielankünfte nur im hinteren Mittelfeld lagen. Am Saisonende wurde Williams mit 11 erreichten Gesamtpunkten 8. in der Konstrukteursmeisterschaft und konnte sich somit nur gegen die ohnehin chancenlosen Neueinsteiger Toro Rosso, Super Aguri und Midland F1 durchsetzen. In der Fahrerwertung wurde Webber 14., Rosberg 17. Zur Saison 2007 verließ Webber das Team in Richtung Red Bull Racing – Rosbergs Vertrag wurde dagegen verlängert.

## Resultate
| Fahrer               | Nr.                  | 1 | 2   | 3   | 4  | 5   | 6  | 7   | 8   | 9   | 10  | 11  | 12  | 13  | 14  | 15  | 16 | 17  | 18  | Punkte | Rang |
| -------------------- | -------------------- | - | --- | --- | -- | --- | -- | --- | --- | --- | --- | --- | --- | --- | --- | --- | -- | --- | --- | ------ | ---- |
| Formel-1-Saison 2006 | Formel-1-Saison 2006 |   |     |     |    |     |    |     |     |     |     |     |     |     |     |     |    |     |     | 11     | 8.   |
| M. Webber            | 9                    | 6 | DNF | DNF | 6  | DNF | 9  | DNF | DNF | 12  | DNF | DNF | DNF | DNF | 10  | 10  | 8  | DNF | DNF | 11     | 8.   |
| N. Rosberg           | 10                   | 7 | DNF | DNF | 11 | 7   | 11 | DNF | 9   | DNF | 9   | 14  | DNF | DNF | DNF | DNF | 11 | 10  | DNF | 11     | 8.   |

| Legende  | Legende            | Legende                                                          |
| Farbe    | Abkürzung          | Bedeutung                                                        |
| -------- | ------------------ | ---------------------------------------------------------------- |
| Gold     | –                  | Sieg                                                             |
| Silber   | –                  | 2. Platz                                                         |
| Bronze   | –                  | 3. Platz                                                         |
| Grün     | –                  | Platzierung in den Punkten                                       |
| Blau     | –                  | Klassifiziert außerhalb der Punkteränge                          |
| Violett  | DNF                | Rennen nicht beendet (did not finish)                            |
| Violett  | NC                 | nicht klassifiziert (not classified)                             |
| Rot      | DNQ                | nicht qualifiziert (did not qualify)                             |
| Rot      | DNPQ               | in Vorqualifikation gescheitert (did not pre-qualify)            |
| Schwarz  | DSQ                | disqualifiziert (disqualified)                                   |
| Weiß     | DNS                | nicht am Start (did not start)                                   |
| Weiß     | WD                 | zurückgezogen (withdrawn)                                        |
| Hellblau | PO                 | nur am Training teilgenommen (practiced only)                    |
| Hellblau | TD                 | Freitags-Testfahrer (test driver)                                |
| ohne     | DNP                | nicht am Training teilgenommen (did not practice)                |
| ohne     | INJ                | verletzt oder krank (injured)                                    |
| ohne     | EX                 | ausgeschlossen (excluded)                                        |
| ohne     | DNA                | nicht erschienen (did not arrive)                                |
| ohne     | C                  | Rennen abgesagt (cancelled)                                      |
| ohne     | keine WM-Teilnahme |                                                                  |
| sonstige | P/fett             | Pole-Position                                                    |
| sonstige | 1/2/3/4/5/6/7/8    | Punktplatzierung im Sprint-/Qualifikationsrennen                 |
| sonstige | SR/kursiv          | Schnellste Rennrunde                                             |
| sonstige | *                  | nicht im Ziel, aufgrund der zurückgelegten Distanz aber gewertet |
| sonstige | ()                 | Streichresultate                                                 |
| sonstige | unterstrichen      | Führender in der Gesamtwertung                                   |